# Кларк, Саймон (политик)
Саймон Ричард Кларк (англ. Simon Richard Clarke; род. 28 сентября 1984, Стоктон-он-Тис) — британский политик-консерватор, главный секретарь Казначейства (2021—2022). Министр жилищно-коммунального хозяйства, общин и местного самоуправления (2022).

## Биография
В 2017 году прошёл в Палату общин, получив в избирательном округе Южный Мидлсбро и Восточный Кливленд 49,6 % голосов против 47,5 % у обладателя мандата, лейбориста Тома Бленкинсопа.
В 2019 году переизбран в прежнем округе с результатом 58,8 %, далеко опередив основную соперницу — лейбористку Лорен Дингсдейл (34,5 %).
13 февраля 2020 года был назначен младшим министром регионального роста и местного самоуправления после отставки Джейка Берри, но в отличие от своего предшественника не получил права участвовать в заседаниях второго кабинета Джонсона.
15 сентября 2021 года вошёл в это правительство, получив в ходе серии кадровых перемещений портфель главного секретаря Казначейства.
6 сентября 2022 года при формировании правительства Лиз Трасс получил портфель министра жилищно-коммунального хозяйства, общин и местного самоуправления.
25 октября 2022 года по завершении правительственного кризиса был сформирован кабинет Риши Сунака, в котором Кларк не получил никакого назначения.